# Overexposed
| Recensione           | Giudizio |
| -------------------- | -------- |
| AllMusic             |          |
| Artistdirect         |          |
| BBC                  | misto    |
| Digital Spy          |          |
| Entertainment Weekly | C+       |
| Herald Sun           |          |
| Rolling Stone        |          |
| The Guardian         |          |
| The Independent      |          |
| Washington Post      | misto    |

Overexposed è il quarto album in studio del gruppo musicale statunitense Maroon 5, pubblicato il 22 giugno 2012 dalla A&M Records.

## Descrizione
Il disco presenta dodici brani, tra cui il singolo di lancio Payphone. Per la promozione dell'album sono stati estratti come singoli anche One More Night, Daylight e Love Somebody.

## Tracce
1. One More Night – 3:39
2. Payphone (feat. Wiz Khalifa) – 3:51
3. Daylight – 3:45
4. Lucky Strike – 3:05
5. The Man Who Never Lied – 3:25
6. Love Somebody – 3:50
7. Ladykiller – 2:24
8. Fortune Teller – 3:23
9. Sad – 3:14
10. Tickets – 3:29
11. Doin' Dirt (feat. Blake Shelton) – 3:31
12. Beautiful Goodbye – 4:15

Edizione standard (Regno Unito, Polonia e Brasile)
1. Moves like Jagger (feat. Christina Aguilera) (Studio Recording from The Voice Performance) – 3:21

Tracce bonus nell'edizione deluxe
1. Wipe Your Eyes – 3:35
2. Wasted Years – 3:33
3. Kiss – 7:01

Tracce bonus nell'edizione statunitense di iTunes
1. One More Night (Sticky K. Remix)
2. Payphone (feat. Wiz Khalifa) (The Others Remix)

Tracce bonus nelle edizioni australiana e britannica di iTunes
1. Moves like Jagger (feat. Christina Aguilera) – 3:21
2. One More Night (Sticky K. Remix)
3. Payphone (feat. Wiz Khalifa) (Cutmore Remix)
4. Payphone (feat. Wiz Khalifa) (Supreme Cuts Remix)
5. Payphone (feat. Wiz Khalifa) (The Others Remix)

Edizione deluxe (Brasile, Corea del Sud, Regno Unito e Thailandia)
1. Moves like Jagger (feat. Christina Aguilera) – 3:21
2. Payphone (feat. Wiz Khalifa) (Cutmore Remix) – 3:12
3. Payphone (feat. Wiz Khalifa) (Supreme Cuts Remix) – 4:42

Edizione giapponese
1. Moves like Jagger (feat. Christina Aguilera) – 3:21
2. Payphone (feat. Wiz Khalifa) (Supreme Cuts Remix) – 4:42
3. Payphone (feat. Wiz Khalifa) (Cutmore Remix) – 3:12
4. Payphone (feat. Wiz Khalifa) (Sound of Arrows Remix) – 5:03

## Formazione
Hanno partecipato alle registrazioni, secondo le note di copertina:
Maroon 5
- Adam Levine – voce, chitarra ritmica
- Mickey Madden – basso, cori
- Matt Flynn – batteria, percussioni
- James Valentine – chitarra, sitar, tastiera, cori
- PJ Morton – tastiera, sintetizzatore, cori

Altri musicisti
- Karl Johan Schuster – basso, batteria, chitarra, tastiera, sintetizzatore, cori
- Mason David Levy – batteria, tastiera
- Brian West – chitarra
- Ammar Malik – chitarra, cori
- Benny Blanco – chitarra, tastiera, sintetizzatore
- Dan Omelio – chitarra, tastiera, sintetizzatore
- Max Martin – chitarra, tastiera, cori
- Ryan Tedder – tastiera
- Noel Zancanella – tastiera
- Noah Passovoy – tastiera, cori
- Brie Larson – cori
- Savannah Buffet – cori
- Dan Keyes – cori
- Elizabeth Anne Berg – cori
- Vanessa Long – cori

## Classifiche

### Classifiche settimanali
| Classifica (2012) | Posizione massima |
| ----------------- | ----------------- |
| Australia         | 4                 |
| Austria           | 7                 |
| Belgio (Fiandre)  | 18                |
| Belgio (Vallonia) | 16                |
| Canada            | 3                 |
| Corea del Sud     | 4                 |
| Danimarca         | 4                 |
| Finlandia         | 28                |
| Francia           | 5                 |
| Germania          | 4                 |
| Irlanda           | 3                 |
| Italia            | 3                 |
| Messico           | 5                 |
| Norvegia          | 6                 |
| Nuova Zelanda     | 3                 |
| Paesi Bassi       | 3                 |
| Portogallo        | 5                 |
| Regno Unito       | 2                 |
| Spagna            | 5                 |
| Stati Uniti       | 2                 |
| Svezia            | 33                |
| Svizzera          | 7                 |
| Ungheria          | 23                |

### Classifiche di fine anno
| Classifica (2012) | Posizione |
| ----------------- | --------- |
| Canada            | 18        |
| Francia           | 52        |
| Messico           | 32        |
| Regno Unito       | 29        |
| Stati Uniti       | 21        |
| Svizzera          | 87        |
| Classifica (2013) | Posizione |
| Canada            | 35        |
| Francia           | 133       |

### Classifiche di fine decennio
| Classifica (2010-19) | Posizione |
| -------------------- | --------- |
| Stati Uniti          | 64        |

## Date di pubblicazione
| Paese       | Data di pubblicazione | Formato               | Etichetta |
| ----------- | --------------------- | --------------------- | --------- |
| Germania    | 22 giugno 2012        | CD, download digitale | A&M       |
| Regno Unito | 25 giugno 2012        | CD, download digitale | Polydor   |
| Stati Uniti | 26 giugno 2012        | CD, download digitale | Octone    |
| Italia      | 26 giugno 2012        | CD, download digitale | A&M       |
| Francia     | 26 giugno 2012        | CD, download digitale | Universal |
| Polonia     | 26 giugno 2012        | CD, download digitale | Universal |
| Filippine   | 25 giugno 2012        | CD                    | MCA Music |